# 独山唐竹
独山唐竹（学名：Sinobambusa dushanensis）为禾本科唐竹属下的一个种。模式标本采自贵州独山，嘎豪寨特产，故名。其种加词“dushanensis”意为“贵州独山县的”。
现接受名为斗竹（Oligostachyum spongiosum (C.D.Chu & C.S.Chao) Q.F.Zheng & Y.M.Lin, 1995）。